# Щеблыкин, Пётр Иванович
Пётр Иванович Щеблыкин (21 октября 1921 — 2 мая 1978) — советский лётчик-ас истребительной авиации в Великую Отечественную войну одержавший 8 личных побед в воздушном бою. Капитан авиации, командир эскадрильи 249-го истребительного авиационного полка (1944), начальник 31 полевых авиаремонтных мастерских 1-й воздушной армии (1944—1945).

## Биография
Родился 21 октября 1921 года в Беловском с/с Белгородского района Курской области, в СССР.
В августе 1938 года был призван Белгородским ГВК в городе Белгород на службу в ряды РККА.
В 1941 году прошёл обучение в Чугуевской лётной школе в городе Чугуев на Украине, окончив лётную школу в звании сержанта.
В Великую Отечественную войну служил в 792-м, 926-м и 249-м истребительных авиационных полках. Воевал на самолёте ЛаГГ-3, совершив 198 боевых вылетов и участвовав в 76-ти воздушных боях. Одержал 8 личных побед в воздушном бою.
В мае 1943 года за образцовое выполнение боевых заданий с проявлением доблести и мужества младший лейтенант Пётр Щеблыкин был награждён орденом Красной Звезды, будучи пилотом 926-го истребительного авиационного полка.
В сентябре 1943 года он был награждён орденом Красного Знамени, будучи в это время уже командиром звена 249-го истребительного авиационного полка.
В конце декабря 1943 года лейтенант Пётр Щеблыкин был награждён орденом Отечественной войны 1-й степени, будучи в это время уже заместителем командира эскадрильи 249-го истребительного авиационного полка.
В воздушном бою 14 марта 1944 года его самолёт был сильно повреждён, от воздействия огня противника он был тяжело ранен — у него была перебита левая рука. Но истекая кровью он вывел свой самолёт в расположение своих войск. Вследствие ранения в госпитале его рука была отнята выше локтя.
После этого подвига в апреле 1944 года старший лейтенант Пётр Щеблыкин был награждён вторым орденом Красного Знамени, числясь в это время командиром эскадрильи 249-го истребительного авиационного полка.
Но после госпиталя он был списан с лётной работы, и в 1944—1945 годах служил в звании капитана начальником 31 полевых авиаремонтных мастерских 1-й воздушной армии.
В конце войны он стал слушателем военного института иностранных языков.
Скончался 2 мая 1978 года.

## Награды
- Орден Красной Звезды (28 мая 1943[1]);
- Два ордена Красного Знамени (6 сентября 1943[2], 14 апреля 1944[5]);
- Орден Отечественной войны 1-й степени (29 декабря 1943[3]).